# لانگنستاین
لانگنستاین (به آلمانی: Langenstein) یک منطقهٔ مسکونی در اتریش است که در ناحیه پرگ واقع شده‌است. لانگنستاین  ۱۲٫۳۲ کیلومتر مربع مساحت دارد ۲۴۵ متر بالاتر از سطح دریا واقع شده‌است.

## خواهرخوانده
شهر سستو سان جووانی خواهرخواندهٔ لانگنستاین  هست.